# A Bécsi Filharmonikusok újévi koncertje

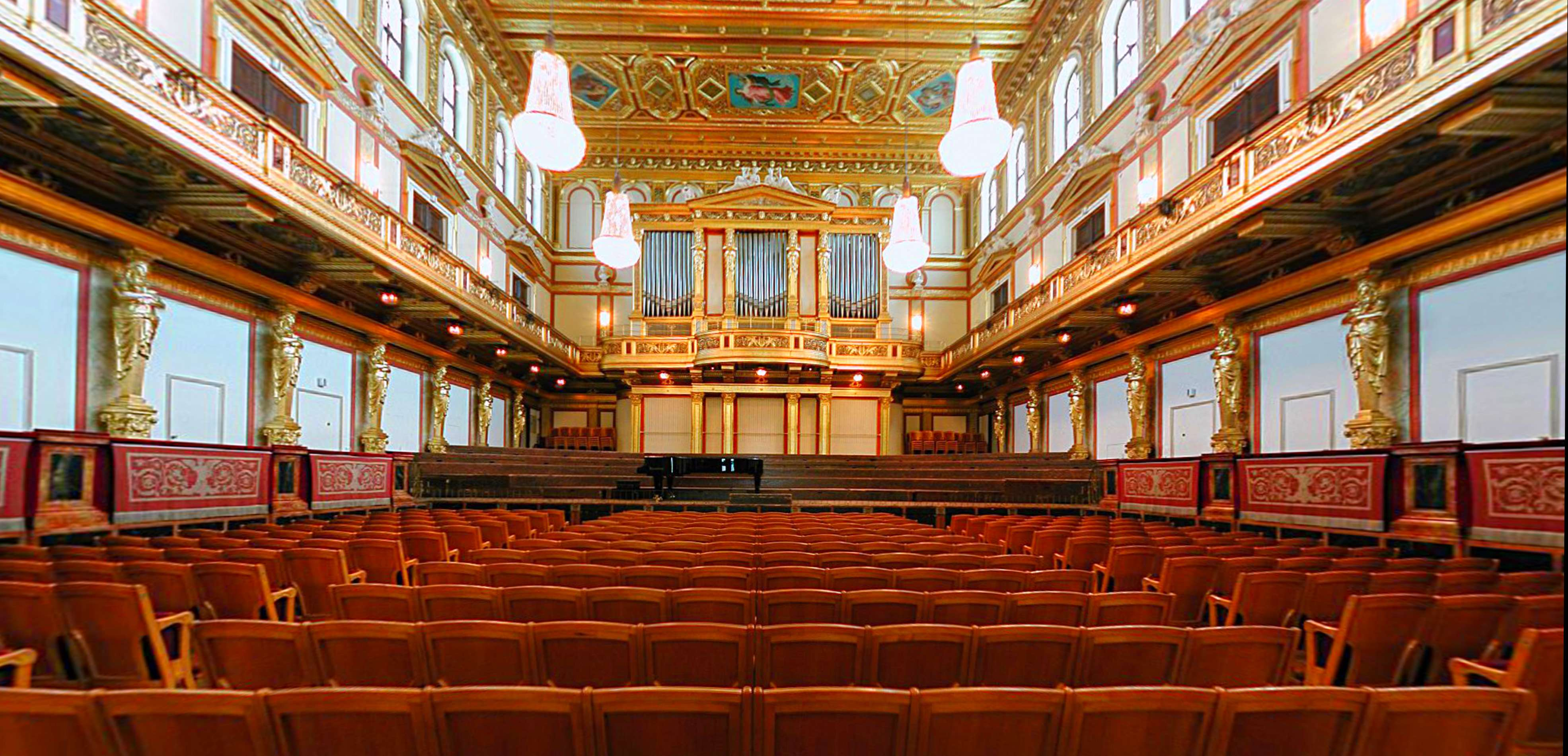
A Musikverein, a koncertek helyszíne, ahol a hang arannyá válik

A Bécsi Filharmonikusok újévi koncertjét (németül: Das Neujahrskonzert der Wiener Philharmoniker, röviden „Das Neujahrskonzert”) minden újév délelőttjén rendezik meg Bécsben, 11.15 órától kezdődően, a Musikverein Nagytermében, az Aranyteremben, ahol „a hangszereknek is arany a zengésük”. Az eseményen a hagyományoknak megfelelően a „Strauss dinasztia“ (Johann Strauss és fiainak ifj. Johann Strauss, Josef Strauss és Eduard Strauss) darabjai hangzanak el. Világszerte 90 országban közvetítik, és több mint egymilliárd ember láthatja. Az újévi koncertre 1980 óta hagyományosan az olaszországi Sanremo városa küldte a koncertterem díszítéséhez felhasznált virágokat (2011-ben mintegy 30 000 szálat.) 2015-ben a virágdíszítést újra a bécsi kertészek készítették.

## Története
| A Strauss család |
| --- |
| Eduard Strauss (Bécs, 1835. március 15. – Bécs, 1916. december 28.) Ifj. Johann Strauss (Bécs, 1825. október 25. – Bécs, 1899. június 3.) Josef Strauss (Bécs, 1827. augusztus 20. – Bécs, 1870. július 22.) id. Johann Strauss (Bécs, 1804. március 14. – Bécs, 1849. szeptember 25.) |

Az első koncert 1939-ben volt Clemens Krauss karmester vezényletével. Ez volt az egyetlen eset, amikor nem január 1-jén, hanem december 31-én tartották. Ekkor még csak ifj. Johann Strauss-műveket hallhatott a közönség, az alábbi sorrendben:
- Morgenblätter-Walzer, op. 279
- Annen-Polka, op. 117

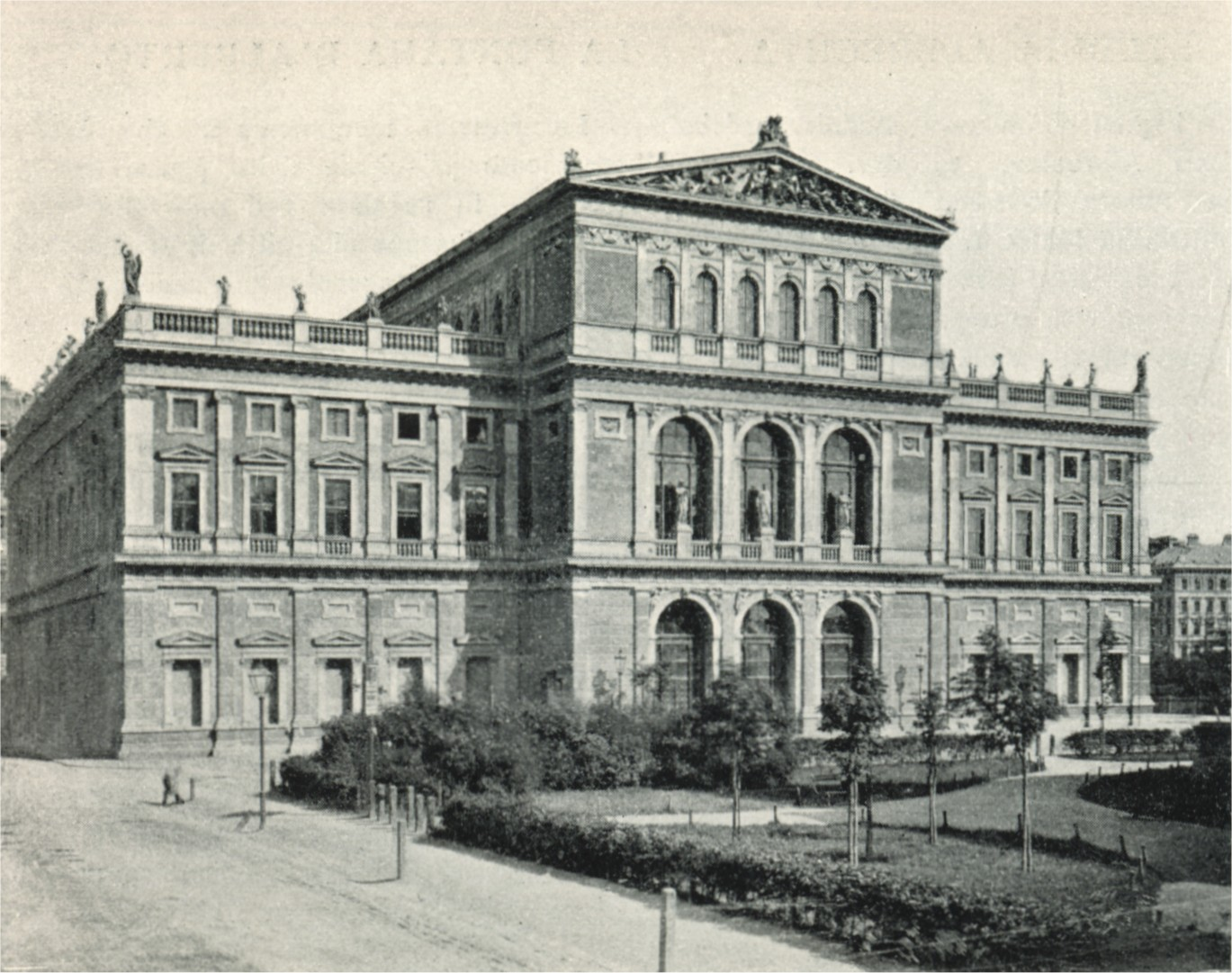
Wiener Musikverein (1898)

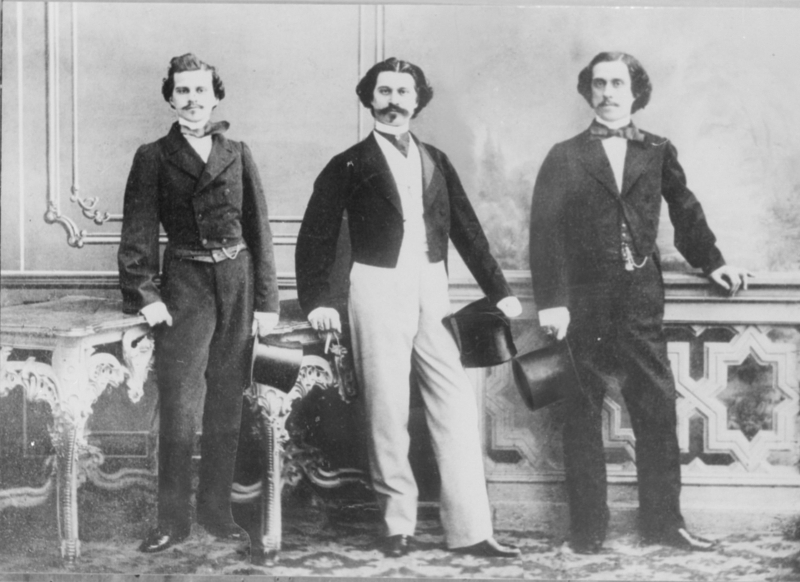
Eduard, Johann és Josef Strauss

- Csárdás aus der Oper "Ritter Pasman"
- Kaiser-Walzer, op. 437
- Leichtes Blut, Polka schnell, op. 319
- Ägyptischer Marsch, op. 335
- G'schichten aus dem Wienerwald, Walzer, op. 325
- Pizzicato-Polka
- Perpetuum mobile, ein musikalischer Scherz, op. 257
- Ouverture zur Operette Die Fledermaus

Az első, újév napján tartott koncert 1941-ben volt, szintén Clemens Krauß vezényletével, aki Josef Krips két fellépésétől eltekintve haláláig (1954) a koncert karmestere volt.

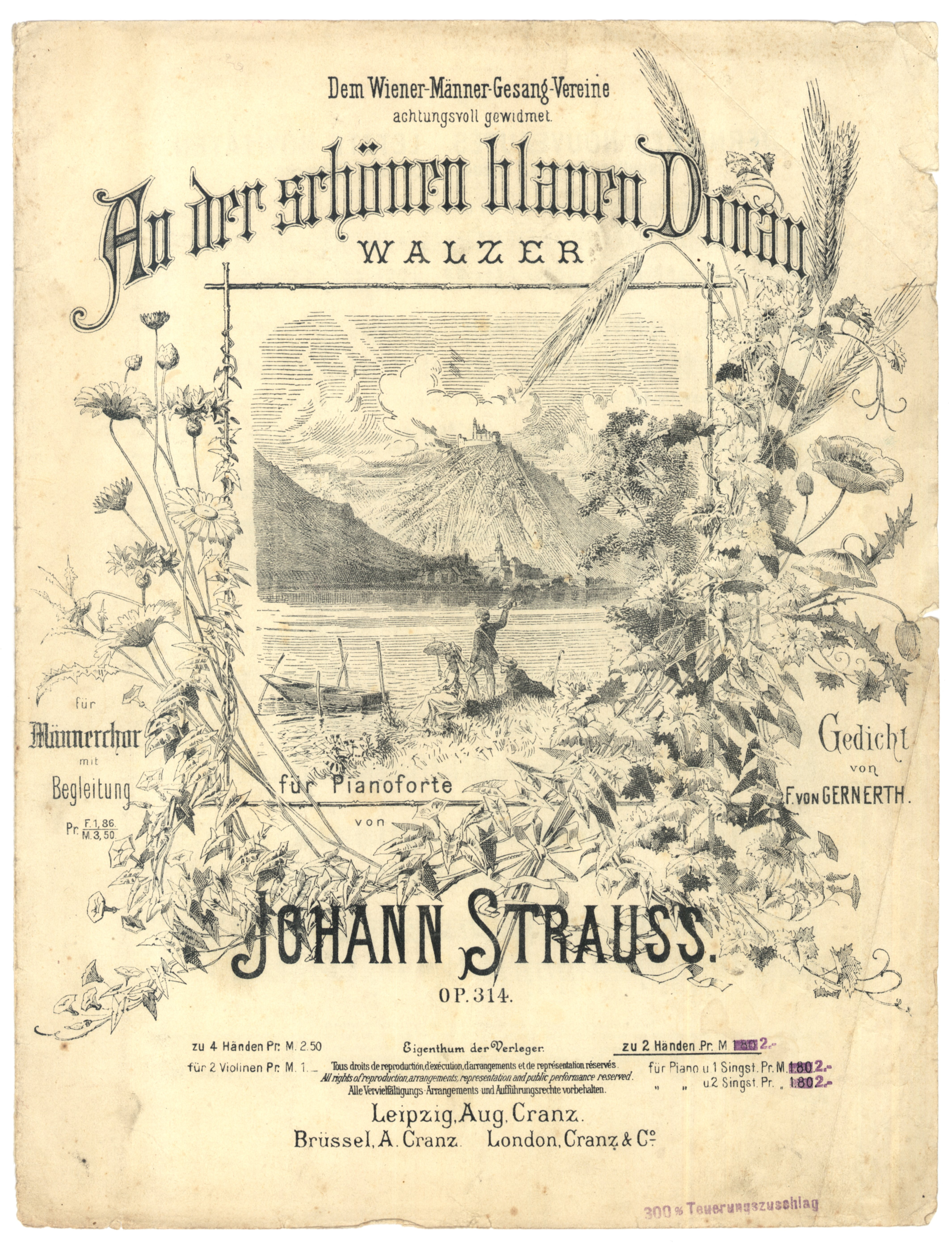
A Kék Duna keringő partitúra címlapja

Az egyik leghíresebb darab, a Kék Duna keringő először csak az 1945-ös koncerten hangzott el, míg a másik tradicionális záródarab, a Radetzky-induló, id. Johann Strauss műve először csak 1946-ban. 1958-ig mindkét darabot gyakran, de nem állandó jelleggel játszották, azóta azonban nem zárulhat újévi koncert ezen két mű nélkül. Hagyományosan a Kék Duna keringő első halk taktusai után a karmester leinti a zenekart, és a közönség felé fordul, a felvezető tagmondat („Die Wiener Philharmoniker und ich wünschen Ihnen...”) elmondása után a zenekart beintve hangos felkiáltással („...Prosit Neujahr!”) köszöntik a közönséget az új esztendőben. A keringőt ezután elölről kezdik játszani.
Az utolsónak játszott Radetzky-induló (amely valójában a ráadásszámnak számít) előadásához hagyományosan hozzátartozik a közönség ütemes tapskísérete is, amelyet a karmester a közönség felé fordulva vezényel. A 2005-ös koncerten a 2004-es indiai-óceáni cunami miatt azonban Lorin Maazel kihagyta és főhajtásképpen nem játszották el a Radetzky-indulót, helyette a zenekar és a karmester közös adományaként 115 000 eurós adományt képeztek a WHO számára a túlélők tiszta ivóvízzel való ellátásának támogatására, megkérve a közönséget, hogy erejük szerint támogassák a célt.
Az első nem osztrák karmester Lorin Maazel volt, 1980-ban. A jelenlegi rendszer, vagyis, hogy minden évben más karmestert hívnak, 1987-ben alakult ki, azután hogy 7 évig folyamatosan Maazel töltötte be a posztot. A zenekar tagjai ekkor úgy döntöttek, hogy mindig más vezesse őket. Ez az időpont egybeesett a világközvetítés megkezdésével, ezért marketing okai is voltak a döntésnek, így ugyanis nézettebb lett az esemény.
A koronavírus-járvánnyal kapcsolatos biztonsági előírások miatt, a 2021-es koncert – az esemény történetében először – üres széksorok előtt zajlott. A közönség tapsát több ezer önkéntes előre rögzített és a szervezők számára elküldött tapsfelvételének időnkénti bejátszása helyettesítette, de ez a Radetzky-induló ütemes kíséréséhez nem volt alkalmas, így ennél a résznél a hagyományos közönségtapsoltatás elmaradt.

### Karmesterek
Az alábbi idővonal az újévi koncert karmestereit sorolja fel 1939 óta.

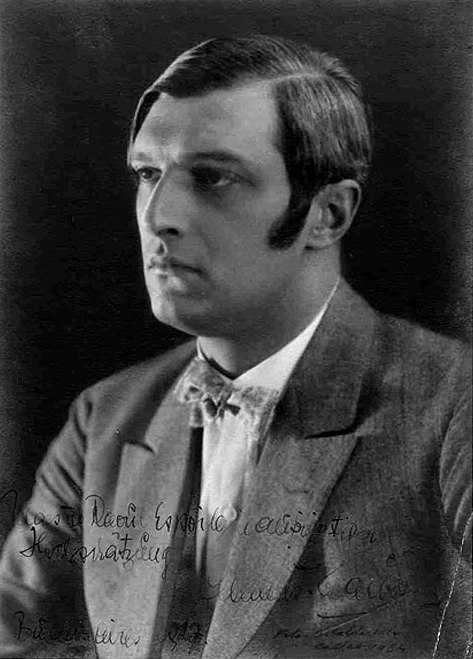
Clemens Krauss, aki az újévi koncert első karmestere volt 1939. december 31-én

- Clemens Krauß, 1939, 1941–1945, 1948–1954
- Josef Krips, 1946–1947
- Willi Boskovsky, 1955–1979
- Lorin Maazel, 1980–1986, 1994, 1996, 1999, 2005
- Herbert von Karajan, 1987
- Claudio Abbado, 1988, 1991
- Carlos Kleiber, 1989, 1992
- Zubin Mehta, 1990, 1995, 1998, 2007, 2015[7]
- Riccardo Muti, 1993, 1997, 2000, 2004, 2018, 2021[8], 2025
- Nikolaus Harnoncourt, 2001, 2003
- Ozava Szeidzsi, 2002
- Mariss Jansons, 2006, 2012, 2016
- Georges Prêtre, 2008, 2010
- Daniel Barenboim, 2009, 2014, 2022[9]
- Franz Welser-Möst, 2011, 2013, 2023[10]
- Gustavo Dudamel, 2017[11]
- Christian Thielemann, 2019,[12] 2024[13]
- Andris Nelsons, 2020 [14]

## Közvetítése
- Radetzky-indulóAz újévi koncert hagyományos záródarabja a Radetzky-induló

Nem tudod lejátszani a fájlt?
1959 óta már nemcsak a rádió, hanem az ORF osztrák televízió is közvetíti a koncertet, 1969-től már színesben. 1987 óta az Eurovíziós Hálózat jóvoltából a világ legnagyobb kulturális produkciójaként mára már több mint 90 országba eljut.

## Személyes részvétel, jegyek

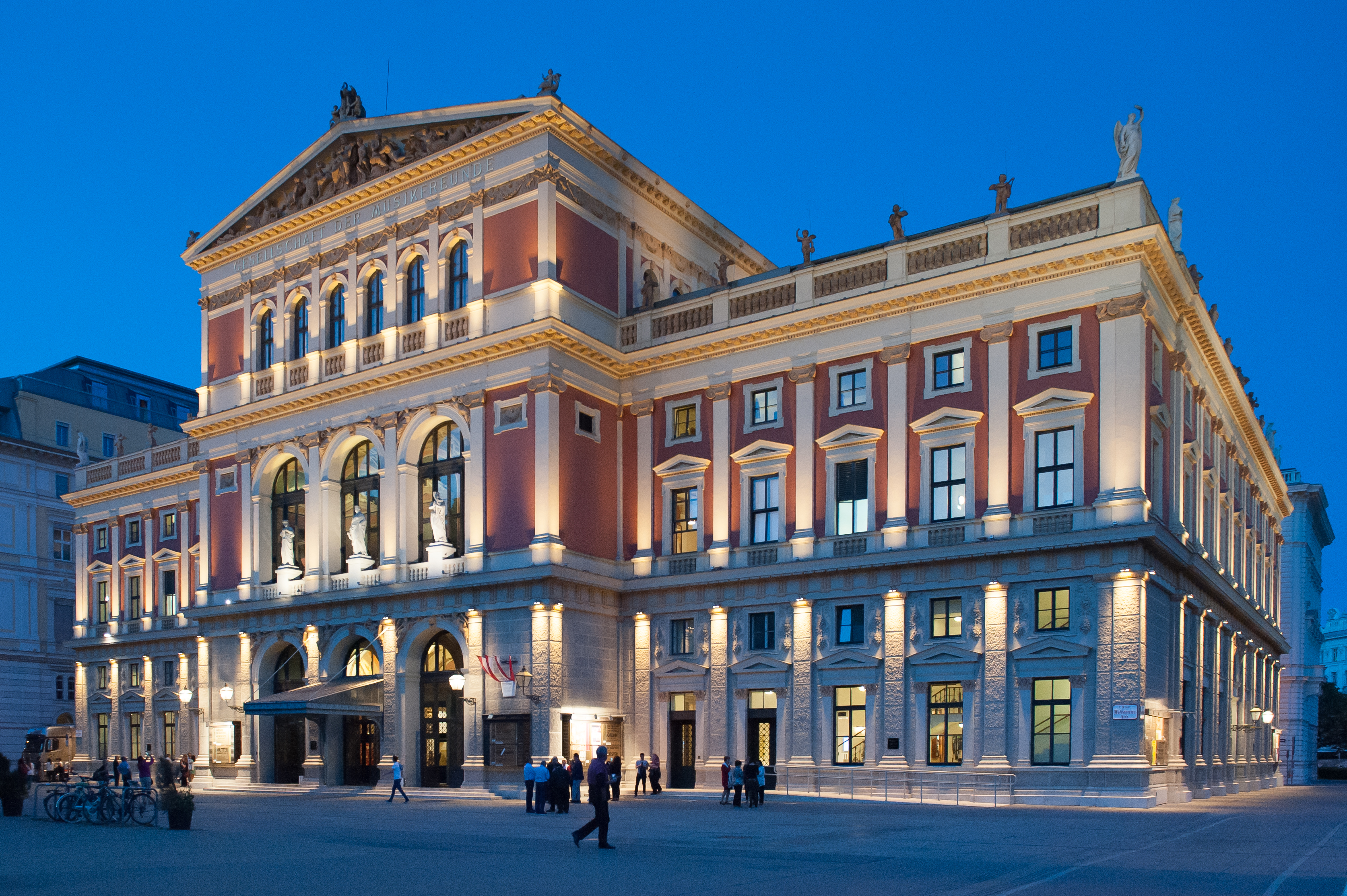
Musikverein, Bécs, Ausztria (2016)

A zenekar év végi és év eleji ünnepi koncertjeire (december 30. de. 11 óra; december 31. du. 7.30 óra; és január 1. de. 11.15 óra) sorsolás után lehet jegyeket vásárolni. A sorsolásban való részvételhez regisztrálni lehet a világ bármely tájáról és az év bármely napján a zenekar honlapján. A saját fiók elkészülte után minden év február 1. és február 29. között lehet benevezni a sorsolásra. A nyertesek ezt követően tudják megvenni jegyüket vagy jegyeiket. Az újévi koncertre minden regisztrált felhasználó legfeljebb két jegyet igényelhet, a másik két koncertre többet.
A műsor ugyanaz mindhárom koncerten. Az újévi koncertet a magyar közszolgálati televízió valamelyik programja élőben közvetíti.
A belépti díjak 20 és 940 € között mozognak, az állóhelytől a VIP-helyekig, előadástól is függően. Nyilván az újévi koncerten a legmagasabbak.